# کاسالپینیا میموسیدس
کاسالپینیا میموسیدس (نام علمی: Caesalpinia mimosoides) نام یک گونه از سرده گل ابریشم است.